# John Ondawame

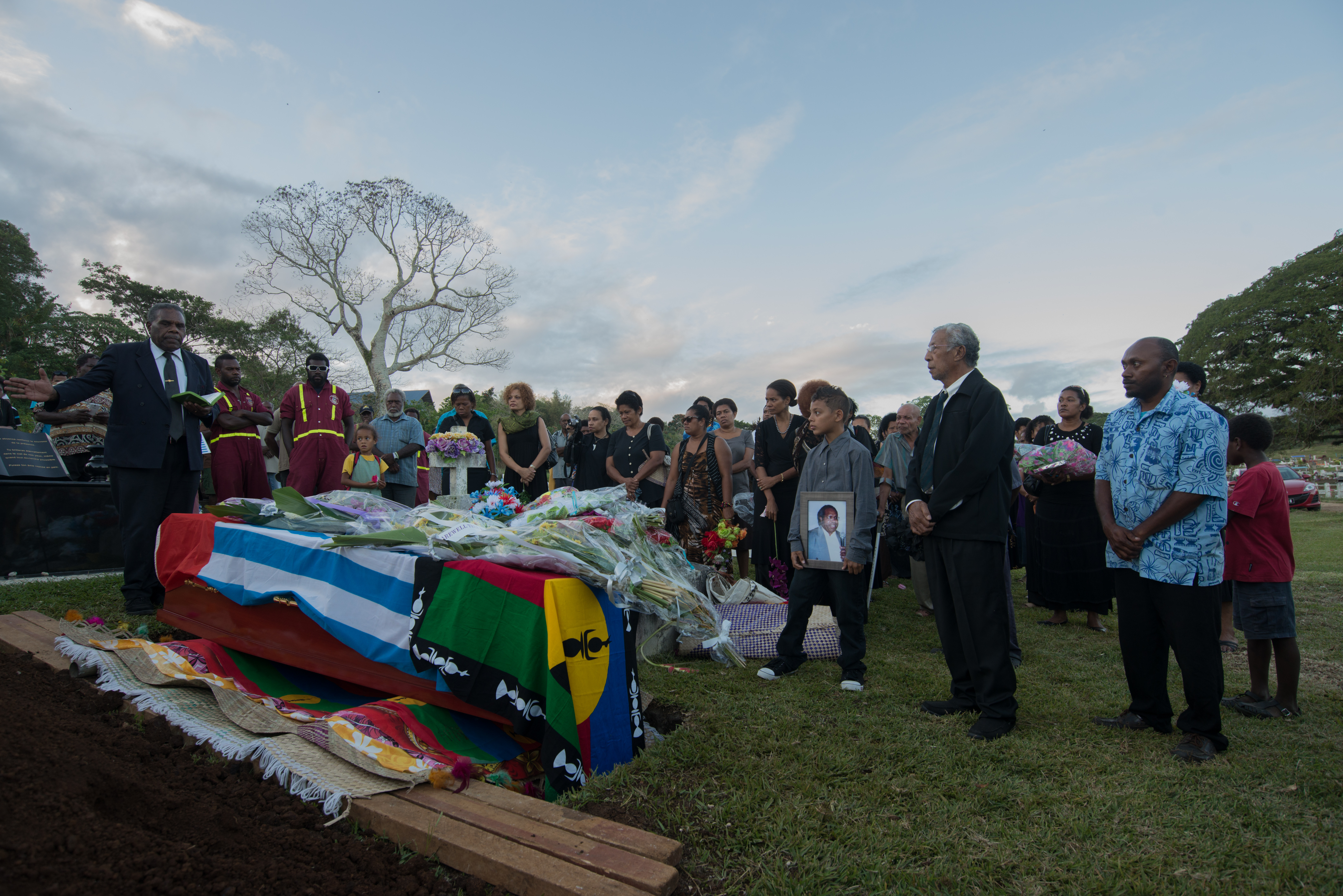
Funeral d'Ondawame a Port Vila (11 de setembre de 2014)

John Otto Ondawame (Papua Occidental, 30 de novembre de 1953 - Port Vila, 4 de setembre de 2014) va ser un acadèmic i activista polític independentista papú de la tribu Amungme, que va exercir de cap de l'Oficina de Representació Popular de Papua Occidental a Port Vila, Vanuatu, portaveu internacional del Moviment Papua Lliure i membre del Consell del Presidium de Papua.
L'any 1976 va obtenir un Bachelor of Arts a la Universitat de Cenderawasih; el 1986 a la Universitat d'Uppsala i el 1994 a la Universitat de Sydney un diploma de postgrau, respectivament; el 1995 un MSc a la Universitat de Sydney Occidental; i el 2000 el doctorat en ciències polítiques a la Universitat Nacional Australiana de Canberra amb la tesi Un poble, una ànima: Nacionalisme de Papua Occidental i el Moviment Papua Lliure/Organisasi Papua Merdeka (OPM). Tenia la nacionalitat sueca. Va dur a terme extenses campanyes de pacificació i sensibilització pública a diversos països, promovent una solució pacífica al conflicte entre Indonèsia i Papua Occidental. Així mateix, va aconseguir establir vincles de solidaritat entre pobles oprimits, colonitzats i indígenes. L'any 2006 va participar al llibre Cultural Genocide and Asian State Peripheries, editat per Barry Sautman, amb el capítol «West Papua: The Discourse of Cultural Genocide and Conflict Resolution» (pàgines 103-138). Va ser guardonat amb el Premi de Reconciliació de 2001, atorgat pel grup Australians Against Execution, i el Premi President Suharto a l'excel·lència acadèmica de 1972.
Va morir el 5 de setembre de 2014 a Port Vila, capital de Vanuatu, després de patir un infart de miocardi. Amb 60 anys, va deixar en vida a l'esposa i un fill.